# Сарс
Сарс (на руски: Сарс) е селище от градски тип в Русия, разположено в Октябърски район, Пермски край. Населението му към 1 януари 2018 година е 4894 души.